# 지조마치역
지조마치역(일본어: 地蔵町駅)은 일본 에히메현 이요군 마사키정에 위치한 이요 철도 군추 선의 철도역이다. 역 번호는 IY 32이며, 상대식 승강장 2면 2선의 구조를 갖춘 지상역이다.

## 타는 곳
| 1 | ■ 군추 선 | 상행 | 마사키 · 요고 · 마쓰야마시 방면 |
| 2 | ■ 군추 선 | 하행 | 군추코 방면                     |

## 역 주변
- 마사키 정립 마사키 소학교

## 역사
- 1901년 2월 21일 : 개업.
- 1991년 8월 1일 : 교환 설비 설치.

## 인접 역
| 이요 철도 군추 선            | 이요 철도 군추 선 | 이요 철도 군추 선        |
| ---------------------------- | ----------------- | ------------------------ |
| IY 31 마사키 마쓰야마시 방면 | ■ 군추 선         | 신카와 IY 33 군추코 방면 |